# Nan Jing
Le classique des questions difficiles
Le Nan jing 难经 /(anc.) 難經 « Le classique des questions difficiles » est un ouvrage médical chinois, appelé aussi Huangdi ba shi yi nan jing 黄帝八十一难经 « Le classique des 81 questions difficiles du Huangdi [nei jing] ». Il est traditionnellement attribué à Qin Yue ren 秦越人 de la période des Royaumes combattants (-476, -221) mais Zheng Jinsheng et al. (2018) considèrent que c’est improbable. La date de création probable se situe aux Ier – IIe siècles, avant les Trois Royaumes (220-265). Volume : 2 juan, 81 chapitres.
Le texte est organisé sous forme de 81 questions-réponses portant sur des difficultés d’interprétation du Huangdi nei jing Suwen. Il s’arrête particulièrement sur les diagnostics par les pouls et la thérapie par acupuncture et moxibustion.